# Stor vandsalamander
Stor vandsalamander (Triturus cristatus) er en salamander i familien Salamandridae og findes i det meste af central- og Østeuropa, i Storbritannien og i dele af det sydlige Skandinavien. I Danmark er stor vandsalamander almindelig i det østlige Danmark, den findes ikke på Rømø, Fanø og Læsø, og i store dele af Nord- og Vestjylland.
Stor vandsalamander er fredet i Danmark.